# 哈雷娜·蓬迪克
哈雷娜·瓦西里芙娜·蓬迪克（烏克蘭語：Галина Василівна Пундик，1987年11月7日—），乌克兰女子击剑运动员，主攻佩剑。她曾参加2008年夏季奥林匹克运动会，在女子团体佩剑项目上获得一枚金牌。